# Wapen van Maasgouw

Wapen van Maasgouw

Het wapen van de Nederlandse gemeente Maasgouw in Limburg is op 17 november 2008 door de Hoge Raad van Adel toegekend.

## Geschiedenis
De gemeente Maasgouw ontstond op 1 januari 2007 door samenvoeging van de vroegere gemeenten Heel, Maasbracht en Thorn. Een voorstel van de gemeenteraad voor een wapen dat nogal vol beladen was met symbolen werd door de Hoge Raad van Adel afgewezen. Men kwam na overleg tot het huidige wapen, waarvan het ontwerp afkomstig is van René Vroomen van de Heraldische Commissie van het Limburgs Genootschap voor Oudheidkunde en Geschiedenis (LGOG). De golvende paal in het wapen stelt de Maas voor die min of meer van zuid naar noord door de gemeente stroomt. Het zwaard en de abdissenstaf zijn de symbolen voor de wereldlijke en geestelijke macht van het voormalige vorstendom Thorn, waarvan het machtscentrum, Thorn, op het grondgebied van de huidige gemeente is gelegen. Het zwaard staat ook voor het woord "gouw", als bestuurlijke eenheid, in de gemeentenaam.

## Blazoen
De beschrijving van het wapen luidt:
In azuur een versmalde golvende paal van zilver, vergezeld rechts van een zwaard en links van een abdissenstaf, beide van goud. Het schild gedekt met een gouden kroon van vijf bladeren.
N.B.:
- In de heraldiek zijn links en rechts gezien vanuit de persoon achter het wapen. Voor de toeschouwer zijn deze verwisseld.
- De heraldische kleuren in het wapen zijn azuur (blauw), zilver (wit) en goud (geel).

## Verwante wapens
Onderstaande wapens zijn verwant aan dat van Maasgouw:

Het wapen van Heythuysen
Het wapen van Leudal